# 17 Pułk Ułanów (Księstwo Warszawskie)

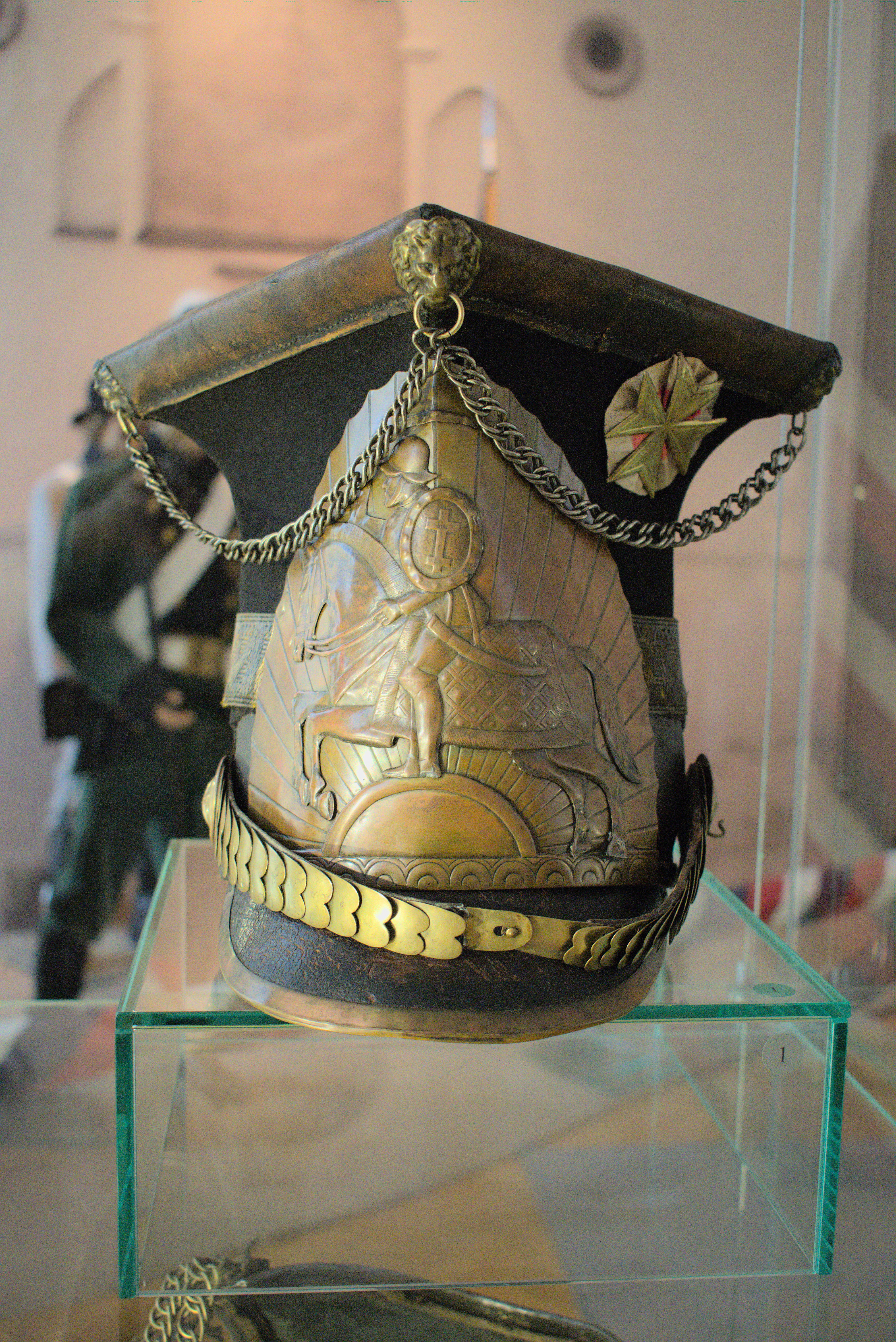
Rogatywka 17 pułku ułanów (Muzeum Wojskowe im. Witolda Wielkiego)

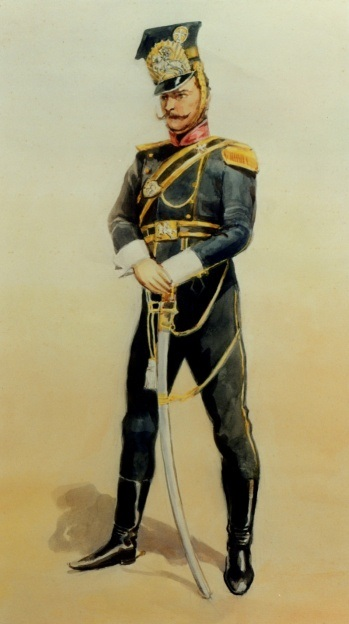
Żołnierz w mundurze 17 pułku ułanów

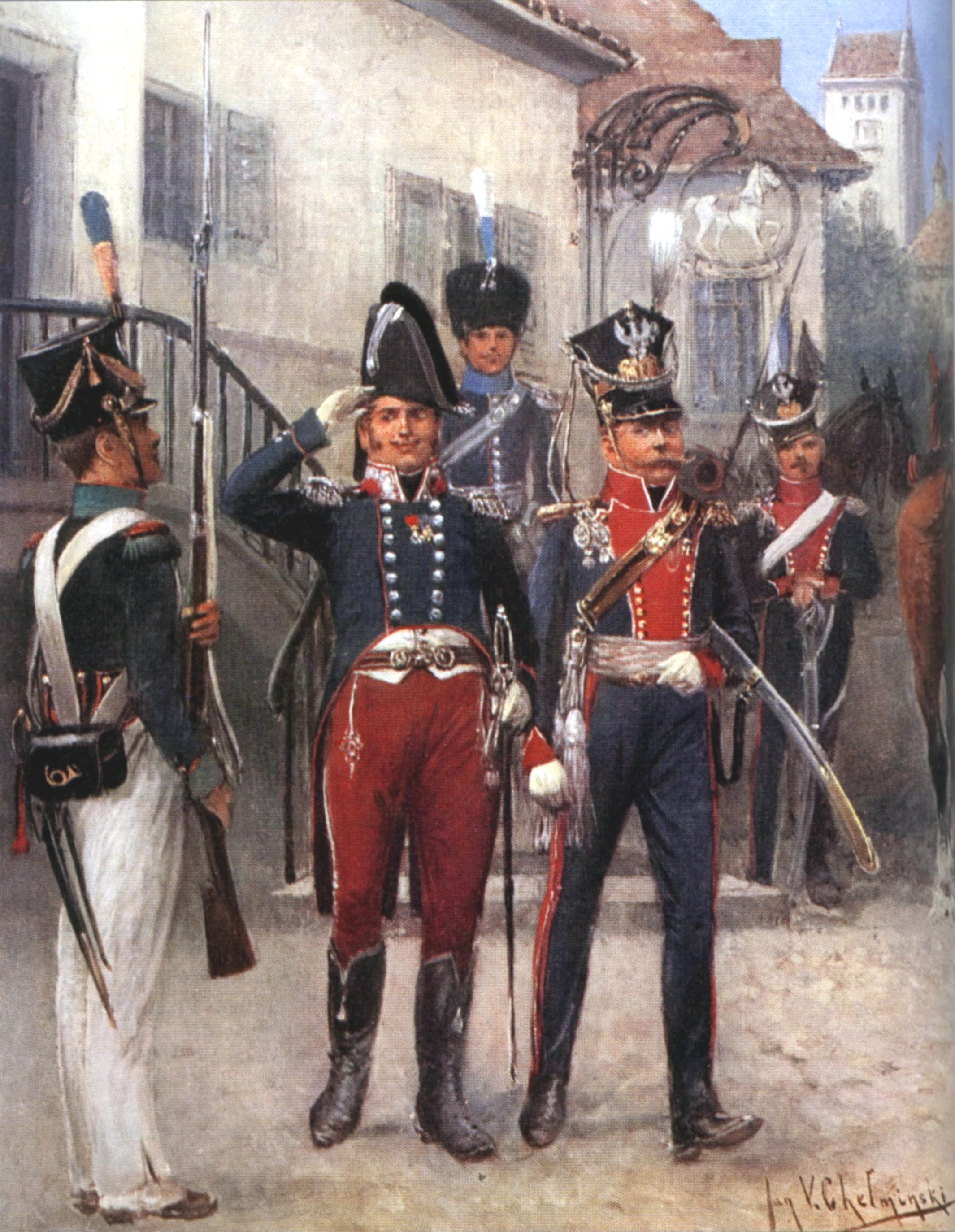
Generał brygady i pułkownik 17 pułku ułanów

17 Pułk Ułanów – oddział jazdy Armii Księstwa Warszawskiego.

## Formowanie i działania
Formowany w 1812 na Litwie w Kupiszkach. Rekrutowano żołnierzy z powiatów: wileńskiego, zawilejskiego, brasławskiego, wiłkomirskiego, upickiego, rosieńskiego, szawelskiego i telszewskiego. Aby usprawnić formowanie jednostek, powołano specjalnych komisarzy, którzy mieli wspierać dowódców pułków. W 17 p. uł. był to gen. Puzyna. W lipcu 1812 roku do pułku trafiło 70 dezerterów i jeńców z armii carskiej.
Stacjonujący 1 grudnia 1812 roku w majątku Tyszkiewiczów w Birżach pułk liczył 1109 oficerów i żołnierzy.

## Mundur
W pułku obowiązywała następująca barwa munduru:
 Kołnierz karmazynowy; rabaty granatowe z karmazynową wypustką.
 Lampasy spodni karmazynowe.

## Dowódcy pułku
Pułkiem dowodzili:
- płk Michał Tyszkiewicz (13 lipca 1812)
- płk Franciszek Brzechwa[b] (major) (1 marca 1813).

## Wojny, btwy i potyczki
Pułk brał udział w walkach w czasie inwazji na Rosję 1812 roku i kampanii 1813 roku.
Bitwy i potyczki
- Tylża (28 grudnia 1812)
- Labiawa (29 grudnia 1812)
- Królewiec (30 grudnia 1812)
- Brandenburg (4 lutego 1813)
- Sieraków (12 lutego 1813)
- Lubeka (2 grudnia 1813)
- Bornheli (8 grudnia 1813)
- Zeesladi (10 grudnia 1813)